# Enric de Borbó-Parma
Enric de Borbó-Parma, comte de Bardi (Parma 1851 - Menton 1905). Príncep de Parma de la Casa de Borbó amb el tractament d'altesa reial. Ostentà, per concessió del seu pare, el títol de comte de Bardi.
Nascut el dia 12 de febrer de 1851 a la ciutat de Parma, capital del petit ducat sobirà homònim, sent fill del duc Carles III de Parma i de la princesa Lluïsa de França. Enric era net per via paterna del duc Carles II de Parma i de la princesa Maria Teresa de Savoia i per via materna ho era del príncep Carles Ferran de França, duc de Berry, i de la princesa Maria Carolina de Borbó-Dues Sicílies.
El dia 25 de novembre de 1873 es casà a Canes amb la princesa Lluïsa de Borbó-Dues Sicílies, filla del rei Ferran II de les Dues Sicílies i de l'arxiduquessa Maria Teresa d'Àustria. La parella no tingué fills i Immaculada morí l'any segünent d'haver contret matrimoni.
Encara no tres anys després del seu primer matrimoni, el comte de Bardi contragué matrimoni a Salzburg dia 15 d'octubre de 1856 amb la infanta Adelgundes de Portugal, filla del rei Miquel I de Portugal i de la princesa Adelaida de Löwenstein-Wertheim-Rosenberg. Enric tampoc tingué descedència del seu segon matrimoni.
El comte de Bardi morí el dia 14 d'abril de 1905 a Menton (Mònaco) a l'edat de 54 anys, la seva muller li sobreviuria 41 anys.